# Большая российская энциклопедия
«Больша́я росси́йская энциклопе́дия» (сокр. БРЭ; 1995—2024) — российская универсальная энциклопедия на русском языке.
Издание БРЭ состоит из 35 нумерованных томов и тома «Россия», и содержит более 80 тысяч статей. Энциклопедия издавалась с 2004 года по 2017 год научным издательством «Большая российская энциклопедия». С 1 апреля 2016 года существует электронная версия энциклопедии, выпуск которой осуществляется при поддержке Министерства культуры Российской Федерации.

## История
С 1926 года по 1947 год издавалась Большая советская энциклопедия. С 1949 года по 1958 год происходил выпуск второго издания БСЭ. С 1967 года начался выпуск третьего издания. В 1979 году вышел последний, 30-й том третьего издания Большой советской энциклопедии (БСЭ). До 1990 года включительно издательство «Советская энциклопедия» каждый год выпускало «Ежегодник Большой советской энциклопедии», где публиковались обновлённые данные к статьям БСЭ. В 1991 году издательство «Советская энциклопедия» было переименовано в «Научное издательство „Большая российская энциклопедия“», хотя энциклопедии с таким названием тогда ещё не существовало. В 1994 году директором и главным редактором издательства «Большая российская энциклопедия» стал Александр Горкин, который попытался привлечь внимание руководства государства к проблемам издательства, находившегося тогда в тяжёлом финансовом положении.

### Энциклопедия о России (1995—2001)
13 января 1995 года президент России Б. Н. Ельцин поручил Правительству предусмотреть в Федеральной программе книгоиздания в России, в качестве президентской программы, издание в 1996—2001 годах Большой российской энциклопедии. А 2 мая 1996 года Б. Н. Ельцин подписал президентский указ № 647 «Об издании Большой российской энциклопедии». Согласно этому указу, главным редактором энциклопедии назначался академик Российской академии наук, лауреат Нобелевской премии по физике А. М. Прохоров, который был главным редактором третьего издания «Большой советской энциклопедии», издававшейся с 1969 по 1978 годы. Издательству «Большая российская энциклопедия» были предоставлены льготы по аренде помещений, а в федеральный бюджет на 1997 год было заложено финансирование редакционно-издательской подготовки первого тома энциклопедии. Ответственным редактором новой энциклопедии стал доктор географических наук А. П. Горкин.
Под названием «Большая российская энциклопедия» издательством стала создаваться не универсальная энциклопедия по примеру Большой советской, а 12-томная энциклопедия о России. А. П. Горкин рассматривал её как аналог, выходивших ранее в СССР, национальных энциклопедий — Украинской советской энциклопедии, Молдавской советской энциклопедии и тому подобных, но о Российской Федерации. Однако, в самом деле, все «большие» энциклопедии от 1960-х до 1980-х лет в 14 союзных республиках, кроме РСФСР, были полноценными универсальными (а не просто «региональными») энциклопедиями на соответствующем языке республики (правда, наряду с этими универсальными энциклопедиями, дополнительно выпускали и краеведческие энциклопедии во многих союзных республиках). По словам А. П. Горкина, он в 1999 году встретился с премьер-министром России В. В. Путиным, которому рассказал, что «в советское время русского ничего не было», так как это считалось шовинизмом, но именно сейчас издательство делает многотомную энциклопедию о России; такая концепция издания БРЭ получила одобрение председателя правительства и, после того как Путин стал президентом, привело к увеличению финансирования издания со стороны государства.
В ходе работы над первым томом энциклопедии, многим сотрудникам издательства стало понятно, что критерии включения информации в такую «российскую» энциклопедию несистемны, нелогичны и исключают Россию из мирового контекста. Это послужило одной из причин конфликта трудового коллектива с директором и главным редактором издательства А. П. Горкиным, который настаивал на многотомной энциклопедии о России вместо универсальной энциклопедии, которую хотел делать коллектив. 19 марта 2001 года пять из семи заместителей Горкина написали и вручили ему письмо, в котором предлагалось разделить посты директора и главного редактора издательства, а А. П. Горкину сложить с себя полномочия директора. В письме также было сказано: «При осознании необходимости подготовки нового универсального издания, которое должно прийти на смену „БСЭ-3“, не предпринимается никаких шагов к поиску путей и средств для постановки этой идеи на практические рельсы. Существа дела не меняют означившиеся в последнее время инициативы». Горкин на письмо не отреагировал и тогда 27 марта 2001 прошло собрание трудового коллектива, где большинством голосов было выражено недоверие Горкину как директору.
Четверо заместителей директора издательства, а также представители всех научно-отраслевых редакций, редакций биословарей и справочников, литературно-контрольной и картографии направили на имя заместителя министра печати Владимира Григорьева письмо, в котором отстаивалась необходимость издания универсальной энциклопедии вместо энциклопедии «Россия», за которую выступал Горкин. А 19 апреля 2001 года Григорьеву был направлен проект универсальной «Большой российской энциклопедии», состоящей из 30 томов. Работу предполагалось завершить через 7,5 лет. 9 июня 2001 года заместитель министра печати Владимир Григорьев представил коллективу выпускника факультета журналистики МГУ, не имеющего учёной степени, руководителя научно-церковного центра «Православная энциклопедия» Сергея Кравца как нового директора и главного редактора издательства вместо Александра Горкина.

### Универсальная энциклопедия (2001 — н.в.)

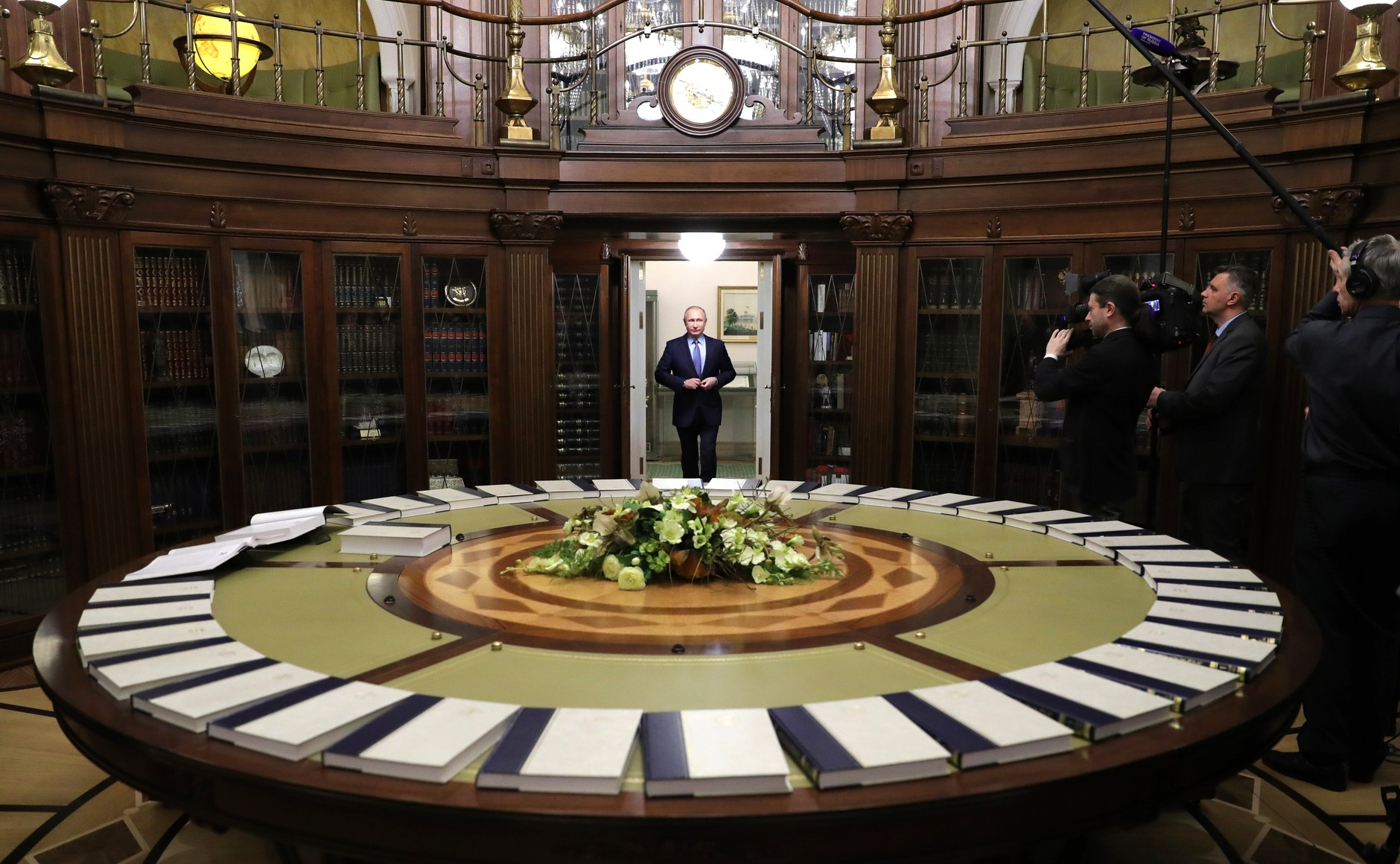
Представление Президенту России Владимиру Путину 35-томного собрания Большой российской энциклопедии, 20 декабря 2017 года

В сентябре 2001 года председатель правительства России М. М. Касьянов впервые сообщил журналистам о планах правительства профинансировать издание «Большой российской энциклопедии» в 30 томах. А в 2002 году научное издательство «Большая российская энциклопедия» уже получило от Министерства Российской Федерации по делам печати, телерадиовещания и средств массовых коммуникаций финансовую поддержку, которая позволила начать работы по созданию словника, а также другие подготовительные работы, необходимые для создания энциклопедии.
В январе 2002 года умер главный редактор и председатель научно-редакционного совета энциклопедии академик А. М. Прохоров.
В июле 2002 года состоялось расширенное совещание представителей всех отделений РАН под председательством президента Российской академии наук академика Ю. С. Осипова, на котором присутствовал заместитель министра Роспечати В. В. Григорьев и научно-редакционный коллектив издательства «Большая российская энциклопедия». На совещании были обсуждены принципиальные научные подходы и методы работы по созданию универсальной энциклопедии, определён базовый объём статей по различным отраслям знаний, проработаны основные параметры издания и его общий объём (4200 авторских листов). Также на совещании было решено первым издать вводный том, посвящённый России.
14 октября 2002 года Президент России В. В. Путин подписал указ № 1156 «Об издании Большой российской энциклопедии», отменивший аналогичный указ Б. Н. Ельцина от 2 мая 1996 года N 647. Председателем научно-редакционного совета по изданию «Большой российской энциклопедии» был назначен президент Российской академии наук академик РАН Юрий Сергеевич Осипов.
В 2004 году вышел том «Россия» «Большой российской энциклопедии», посвящённый Российской Федерации — России. В сентябре 2004 года на VI Национальном конкурсе «Книга года» том «Россия» БРЭ был назван «книгой года». Издательство планировало переиздавать и обновлять этот том каждые пять лет, но том с тех пор ни разу не переиздавался.
В 2005 году из печати вышел первый нумерованный том («А — Анкетирование»). В дальнейшем издательство выпускало в среднем по 2—3 тома энциклопедии в год. В выходных данных всех томов, до 21-го включительно, значилось «В 30 т.», но начиная с 22-го тома, вышедшего в 2013 году, стало указываться «В 35 т.». Тираж издания постепенно снижался. Так, тома № 1—12 изданы тиражом в 65 тысяч экземпляров, тома № 13—21 — 60 тысяч, тома № 22—25 — 26 тысяч, тома № 26—28 — 22 тысячи. С 2015 года тираж томов (№ 29—35) — 35 тысяч экземпляров.
В декабре 2017 года из печати вышел последний, 35-й том БРЭ. 5 сентября 2018 года 35-томное издание «Большой российской энциклопедии» было удостоено гран-при XX Национального конкурса «Книга года».
В 2011 году той же редакцией был издан однотомный «Энциклопедический словарь Большой российской энциклопедии».

### Электронная версия (с 2016)
Планы по созданию электронной энциклопедии озвучивались в 2004 году, сразу после издания вводного тома «Россия»; в 2010 году в СМИ появились сообщения, что на основе «Большой российской энциклопедии» планируется открыть портал «Знание», который будет разрабатываться в рамках государственной программы «Информационное общество» на базе научного издательства «Большая российская энциклопедия».
Предполагалось, что на портале не будет понятия «статья», вместо неё будет некий «информационный слот». Каждый такой «слот», помимо энциклопедической и словарной информации, должен был содержать ряд структурированных материалов: дополнительные статьи по определённым аспектам, школьные адаптированные версии, интерактивные карты, математическое моделирование, ссылки на первоисточники, трёхмерные модели, а также «обсуждение темы в научной среде». Планировалось создать более 100 тысяч подобных «информационных слотов». Велись переговоры по поводу перевода текстов портала на английский язык и языки стран БРИКС. Предполагалось, что доступ к материалам портала «Знание» будет платным, предусматривалось несколько различных тарифных планов. 16 декабря 2010 состоялась презентация дизайн-концепта портала. Однако портал открыт так и не был, так как издательство сочло, что выпуск электронной версии БРЭ приведёт к неконтролируемому пиратскому распространению контента энциклопедии.
Издательство «Большая российская энциклопедия» ежегодно получало от Министерства культуры РФ 100 миллионов рублей на издание 3 томов БРЭ в год, но в 2014 году на коллегии Министерства культуры РФ заместитель министра культуры Г. П. Ивлиев заявил, что «ведомство продолжит закупки бумажной версии энциклопедии только после того, как БРЭ запустит электронную». Ивлиев отметил, что «Большая российская энциклопедия бессмысленна, если у неё нет электронной версии. Нельзя в XXI веке работать так, как в XIX». В итоге 50 академиков, входящих в научно-редакционный совет БРЭ, направили президенту России Владимиру Путину письмо, в котором пожаловались на Министерство культуры и сообщили, что без финансовой помощи государства проект закроется. Кроме того, академики попросили содействия в «продвижении электронного портала „Знание“ — аналога „Википедии“», которое они оценили в 671 млн рублей.
В ноябре 2014 года Министерство культуры объявило тендер на создание портала БРЭ, в котором участвовало издательство «Большая российская энциклопедия», но победителем стало ООО «Современные цифровые технологии» из Екатеринбурга, оценившее свои услуги в 2,1 млн рублей.
Работа над электронной версией БРЭ началась в 2015 году и включала в себя перевод контента энциклопедии из формата Corel Ventura в формат HTML, распознавание и сверку текста, разработку интерфейса и дизайна сайта.
1 апреля 2016 года при поддержке Министерства культуры Российской Федерации был открыт сайт bigenc.ru, являющийся официальной электронной версией «Большой российской энциклопедии» (БРЭ). К 2018 году все статьи печатной версии БРЭ были размечены и размещены в электронной версии; дополнительно в электронной версии опубликованы новые статьи (не имеющие прототипов в печатной версии). Сайт имеет полнотекстовый поиск, рубрикатор и список статей (словник), причём сокращения слов, принятые в печатном издании БРЭ, в электронной версии не раскрыты.
В ходе подготовки онлайновой версии энциклопедии была проведена частичная актуализация информации. Были обновлены статистические данные, согласно Всероссийской переписи населения 2010 года, обновлена информация в биографических статьях о современниках. Если для формирования словника бумажной версии БРЭ использовался исключительно «принцип научной и исторической значимости объекта статьи», то в электронной версии стал также учитываться «принцип потребительской востребованности информации». Соответственно, в электронную версию БРЭ были включены статьи из области спорта (новые олимпийские чемпионы и герои спорта) и массовой культуры (например, статьи о джазовых и популярных музыкантах, новых фестивалях и конкурсах).
При подготовке интернет-версии энциклопедии издательство столкнулось с тем, что оно в ряде случаев обладало только правами на использование иллюстраций в рамках печатного издания. При обращении к правообладателям с просьбой о разрешении использования их произведений в веб-версии БРЭ, издательство получило счета «на внушительные и непосильные суммы». По этой причине часть иллюстраций, которые имеются в печатном издании, в электронную версию не попала.

### Научно-образовательный портал
25 августа 2016 года подписано распоряжение правительства РФ о создании рабочей группы по вопросам, связанным с созданием «Общенационального научно-образовательного интерактивного энциклопедического портала» на базе Большой российской энциклопедии с привлечением других российских научных энциклопедий. 23 мая 2017 года состоялось заседание рабочей группы, на котором было рассказано об итогах разработки концепции портала.
20 декабря 2017 года председатель научно-редакционного совета Ю. С. Осипов сообщил Президенту России В. В. Путину, что ведётся работа над общеобразовательным национальным энциклопедическим порталом «Россия — территория знаний», который будет включать энциклопедические статьи из Большой российской энциклопедии, а также из российских отраслевых энциклопедий. Кроме того, по его словам, на портале будет агрегироваться информация из музеев, институтов и университетов.
2 июля 2019 года Минкомсвязью России опубликован проект Постановления Правительства, который предполагает утверждение правил выделения субсидий из федерального бюджета издательству «Большая российская энциклопедия» на создание и функционирование «общенационального интерактивного энциклопедического портала». Из документа следует, что первые «функциональные подсистемы Портала» будут введены «в промышленную эксплуатацию» в 2020 году. Реализация проекта началась 1 июля 2019 года и завершение планируется к 1 апреля 2022 года. На данную субсидию из федерального бюджета России на 2019 год выделено 302 213,8 тыс. рублей (с 18 июля 2019) в рамках мероприятия «Поддержка социально значимых проектов в медиасреде» подпрограммы «Информационная среда» государственной программы РФ «Информационное общество». Запланировано выделение 684 466 600 рублей из федерального бюджета на 2020 год, 833 529 700 руб. на 2021 год и 169 094 300 руб. на 2022 год. Общий объём предполагаемого финансирования составит 1 989 304 400 рублей.
5 ноября 2019 года на заседании Совета по русскому языку Президент России В. В. Путин заявил: «По поводу „Википедии“… лучше заменить её новой Большой российской энциклопедией в электронном виде. Это будет, во всяком случае, достоверная информация в хорошей, современной, кстати говоря, форме предложенная». Данное высказывание вызвало большой резонанс в СМИ, в результате чего пресс-секретарь Президента РФ Д. Песков вынужден был уточнить слова Путина: «„Википедия“ — это уважаемый, популярный ресурс, самообновляемый. И то, что имел ввиду президент и некоторые выступающие — это то, что при всем уважении, все-таки информация, опубликованная в „Википедии“ и регулярно обновляемая в „Википедии“ — она никем не гарантируется. Никем не гарантируется её правильность и достоверность. И как раз президент и говорил о том, что надо сделать доступным гарантированный, с точки зрения достоверности, источник энциклопедических знаний, а это „Большая Российская энциклопедия“ . Ни о каких запретах, каких-то препятствиях к доступу к „Википедии“ нет и речи быть не может».
21 ноября 2019 года ответственный редактор научного издательства «Большая российская энциклопедия» С. Л. Кравец сообщил, что над проектом будут работать 270 человек. 26 ноября 2019 года Дмитрий Медведев подписал Распоряжение Правительства РФ о создании «общенационального интерактивного энциклопедического портала» и об учреждении Правительством автономной некоммерческой организации «Национальный научно-образовательный центр „Большая российская энциклопедия“», которая будет выполнять функции проектного офиса данного портала. А 19 декабря 2019 С. Л. Кравец рассказал о планирующемся портале. По его словам, «единицей текста» нового портала будет «абзац» и читатель сможет «конструировать себе то, что нужно ему, и выстраивать познавательные траектории, которые ему удобны». Планируется, что помимо энциклопедии на портале будут дополнительно представлены знания в виде электронных книг из Национальной электронной библиотеки, архивные данные, музейные и театральные коллекции, а также различные научные данные из университетов и академических институтов. Кроме того, создатели портала планируют создать «массовые тематические площадки для экспертов», где «экспертами» будут считаться те, кто подтвердит свою компетентность в той или иной области дипломом об образовании и своими публикациями. За написание статей и/или рецензий на них эксперты будут получать гонорар. Энциклопедическая часть портала будет на русском языке, но рассматриваются возможности её перевода на английский и испанский языки.
Также на портале будет специальная «библиотека микропонятий», включающая 20-30 тысяч устойчиво употребляемых и имеющих устойчивое содержание терминов (например, мемы), для которых уже можно дать определение, но ещё нельзя сделать полноценную статью.
Кроме того, портал будет содержать сервис «Геохронотоп», позволяющий узнать административный статус того или иного географического объекта на любой момент времени.
Также планируется разработка мобильного приложения для портала.
Тестовый вариант портала планировалось запустить весной 2022 года, осенью 2022 года планировалось открыть портал для всех. Предполагалось, что портал будет общедоступным и бесплатным.

### Ликвидация
В июне 2024 года сообщалось что авторы портала полгода не получали зарплату, руководство проекта объясняла задержку проблемами с финансированием. 16 июля 2024 года портал разослал обращение к авторам, экспертам и читателям, в котором было объявлено о приостановлении проекта в связи с прекращением финансирования:
При планировании бюджета на 2024 год Правительство РФ отказалось выделять средства на финансирование работ по порталу, при этом деятельность портала «Большая российская энциклопедия» не была остановлена ни учредителем — Правительством Российской Федерации, ни нашим куратором — Министерством цифрового развития связи и массовых коммуникаций. Сложилась парадоксальная ситуация: нас не финансировали, но каждый месяц требовали отчета о проделанной работе.
«Будет не только прекращена работа над текущими проектами, но и исчезнет электронная версия БРЭ, которая сейчас активно пополняется новыми статьями.»Кравецкий, Александр Геннадьевич
В октябре 2024 года появилась информация о закрытии проекта по созданию «Большой российской энциклопедии» и планируемой передаче созданных в рамках проекта материалов порталу «Рувики».
В 2024 году БРЭ не получила госфинансирование, поэтому деятельность проекта была приостановлена. С конца 2024 года Национальный научно-образовательный центр «Большая российская энциклопедия» (АНО БРЭ) ликвидирован.

## Научно-редакционный совет

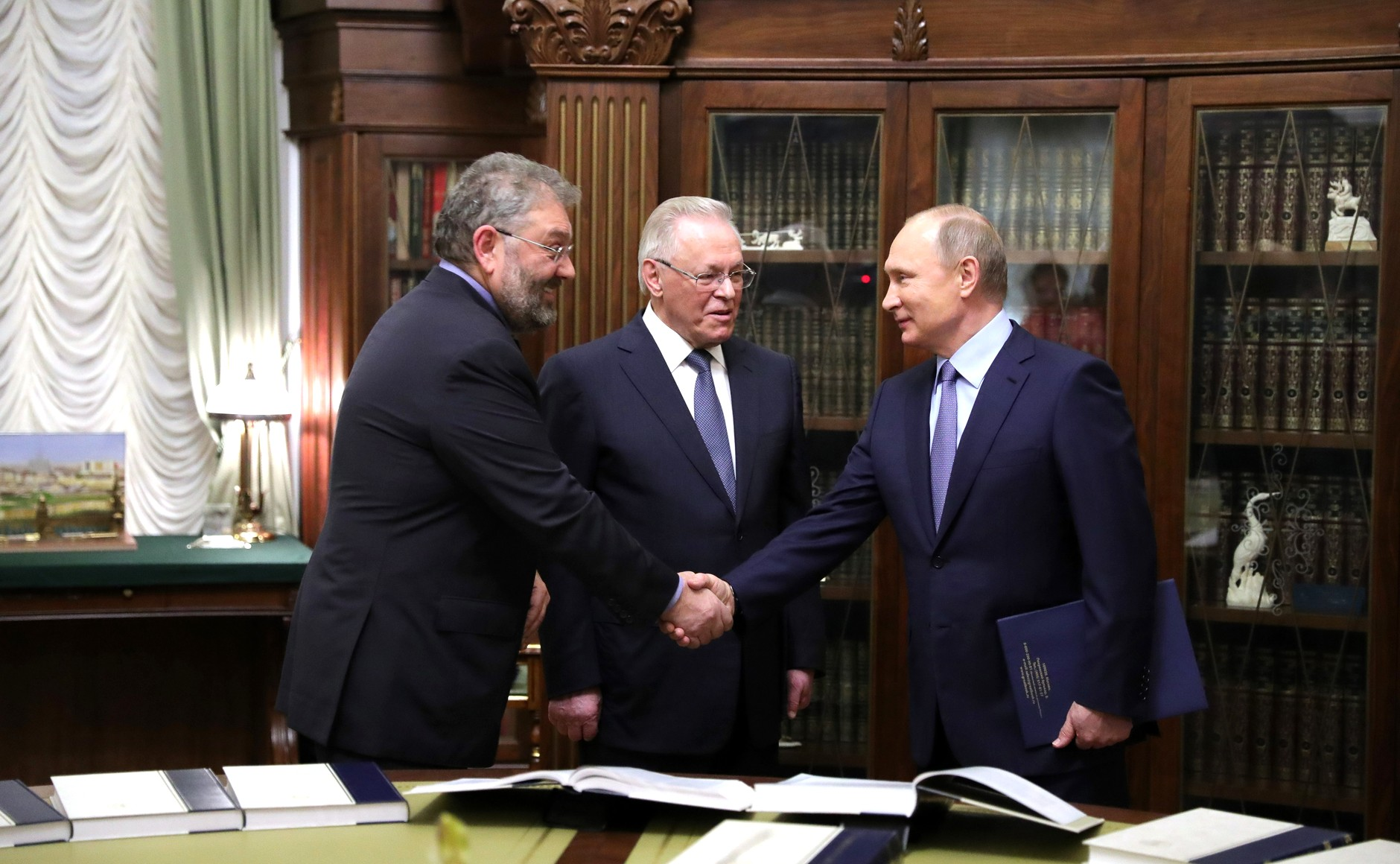
Ответственный редактор БРЭ С. Кравец и главный редактор БРЭ Ю. Осипов представляют Президенту РФ В. Путину Большую российскую энциклопедию, 20 декабря 2017

- Главный редактор и председатель научно-редакционного совета — Ю. С. Осипов (академик РАН, президент РАН в 1991—2013 гг.).
- Ответственный редактор — С. Л. Кравец.

Также в научно-редакционный совет входили:
- - Академики РАН (83 чел.): С. С. Аверинцев, Е. Н. Аврорин, С. И. Адян, Ю. П. Алтухов, Ж. И. Алфёров (лауреат Нобелевской премии по физике), Б. В. Ананьич, А. Ф. Андреев, Л. Н. Андреев, Д. В. Аносов, В. И. Арнольд, С. Н. Багаев, Н. С. Бахвалов, О. А. Богатиков, А. А. Боярчук, Е. П. Велихов, А. И. Воробьёв, Э. М. Галимов, А. В. Гапонов-Грехов, М. Л. Гаспаров, В. Л. Гинзбург (лауреат Нобелевской премии по физике), Г. С. Голицын, А. А. Гончар, А. И. Григорьев, А. А. Гусейнов, М. И. Давыдов, А. П. Деревянко, Н. Л. Добрецов, Ю. И. Журавлёв, Н. С. Зефиров, Ю. А. Золотов, В. П. Иванников, В. Т. Иванов, С. Г. Инге-Вечтомов, А. С. Исаев, В. А. Кабанов, Е. Н. Каблов, С. П. Карпов, Л. Л. Киселёв, А. А. Кокошин, А. Э. Конторович, В. М. Котляков, О. Н. Крохин, Э. П. Кругляков, А. Б. Куделин, О. Е. Кутафин, Н. П. Лавёров, В. П. Легостаев, Н. П. Лякишев, В. Л. Макаров, А. М. Матвеенко, Г. А. Месяц, А. Д. Некипелов, С. П. Новиков, Д. С. Павлов, А. Н. Паршин, Н. А. Платэ, Н. Н. Пономарёв-Степной, Ю. В. Прохоров, А. Ю. Розанов, В. А. Рубаков, А. Ю. Румянцев, Д. В. Рундквист, Г. И. Савин, В. А. Садовничий, А. Н. Скринский, А. С. Спирин, Ю. С. Степанов, В. С. Стёпин, М. Л. Титаренко, В. А. Тишков, Ю. Д. Третьяков, К. Н. Трубецкой, О. Н. Фаворский, Л. Д. Фаддеев, В. И. Фисинин, В. Е. Фортов (президент РАН в 2013—2017 гг.), К. В. Фролов, Ю. И. Чернов, Г. Г. Чёрный, А. О. Чубарьян, В. Д. Шафранов, С. В. Шестаков, Д. В. Ширков.
  - Члены-корреспонденты РАН: Б. А. Бабаян, В. И. Васильев, В. А. Виноградов, П. П. Гайденко, Р. В. Камелин, М. В. Ковальчук, Н. И. Лапин, С. С. Лаппо, А. В. Николаев, А. В. Яблоков.
  - Академик РАХ: Д. О. Швидковский.
  - Государственные деятели РФ: А. А. Авдеев (министр культуры РФ в 2008—2012 гг.), А. Д. Жуков (вице-премьер РФ в 2004—2011 гг.), С. Е. Нарышкин (руководитель Администрации Президента РФ в 2008—2011 гг.; председатель Государственной Думы РФ в 2011—2016 гг.; директор Службы внешней разведки РФ с 2016 г.), А. С. Соколов (министр культуры РФ в 2004—2008 гг.), А. А. Фурсенко (министр образования и науки РФ в 2004—2012 гг.), М. Е. Швыдкой (министр культуры РФ в 2000—2004 гг.), С. К. Шойгу (министр по чрезвычайным ситуациям РФ в 1994—2012 гг.; министр обороны РФ с 2012 г.).
  - А также: А. Д. Богатуров, В. В. Григорьев, А. И. Комеч, В. А. Мау, А. Ю. Молчанов, Д. Л. Орлов, С. В. Чемезов.

## Объём и содержание издания

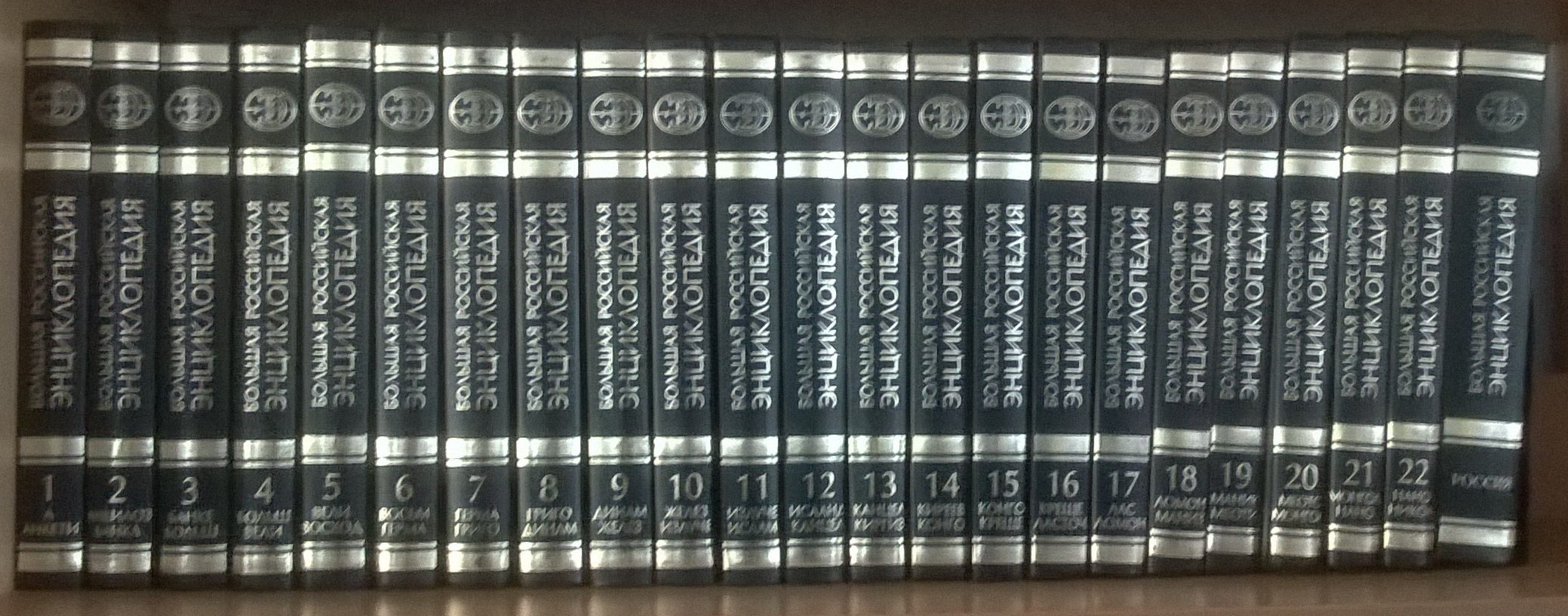
Корешки томов Большой российской энциклопедии
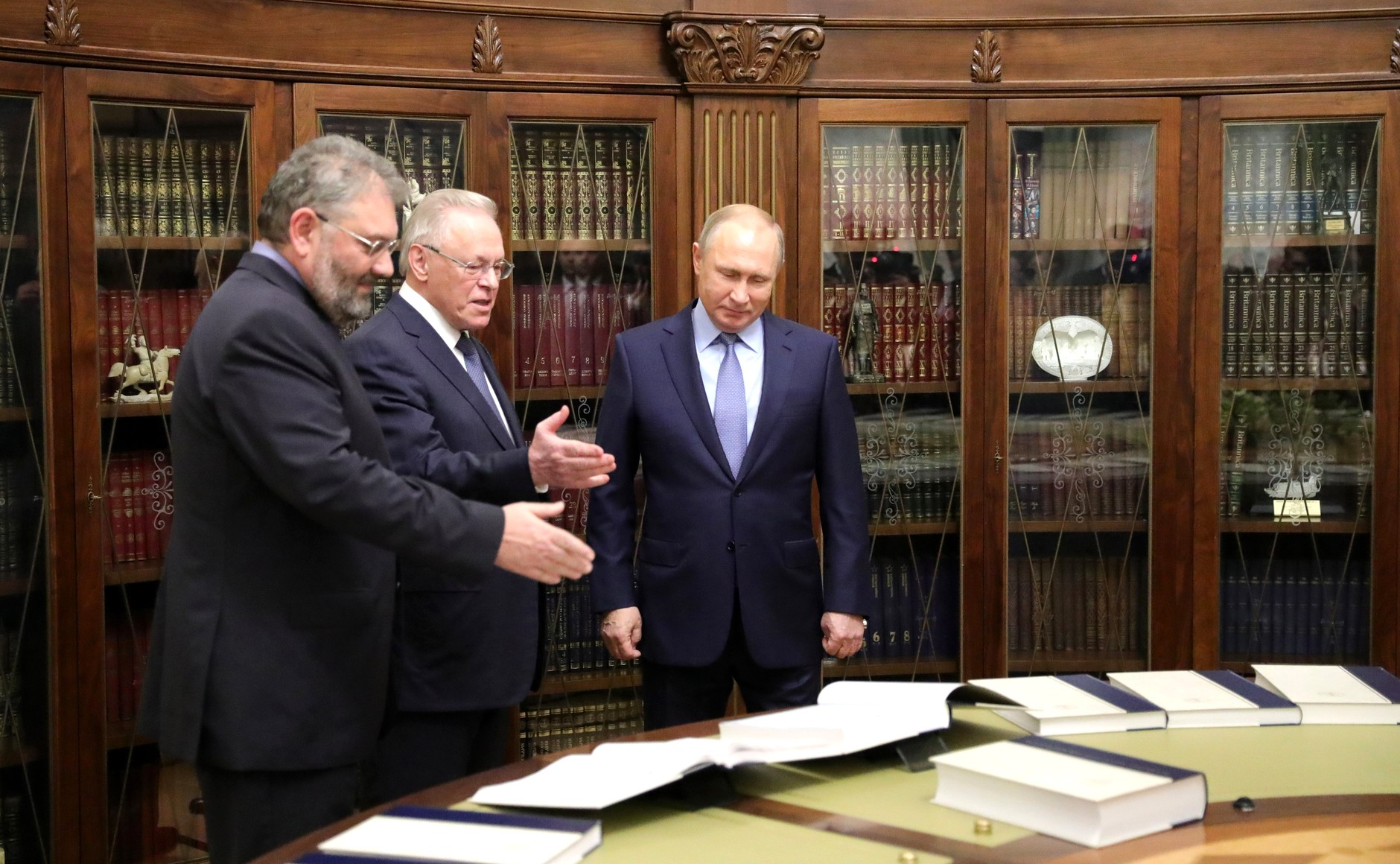
Президент России В. В. Путин рассматривает БРЭ
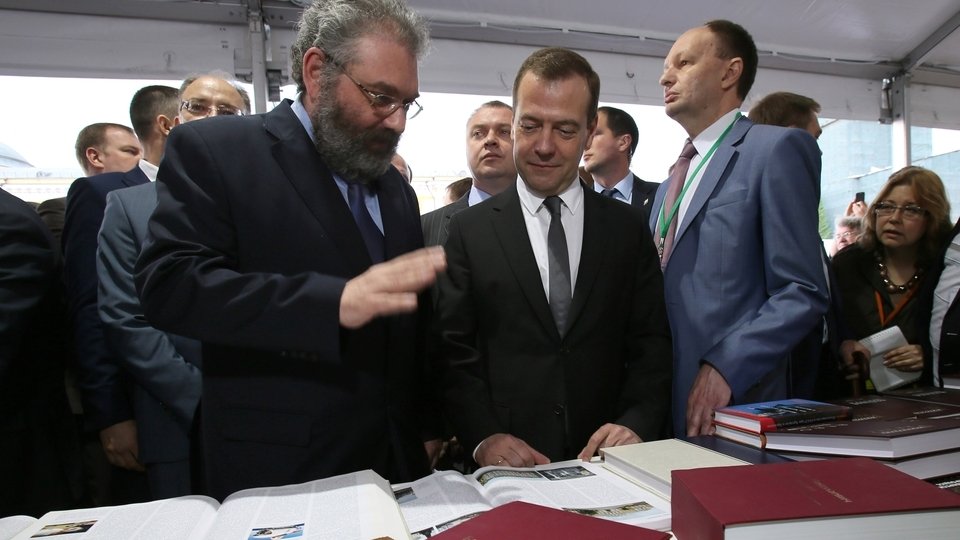
С. Л. Кравец представляет БРЭ председателю правительства России Д. А. Медведеву
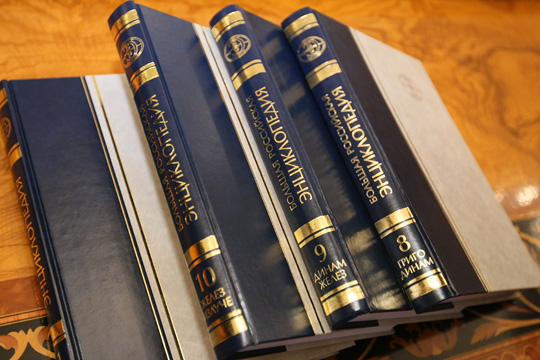
Тома Большой российской энциклопедии
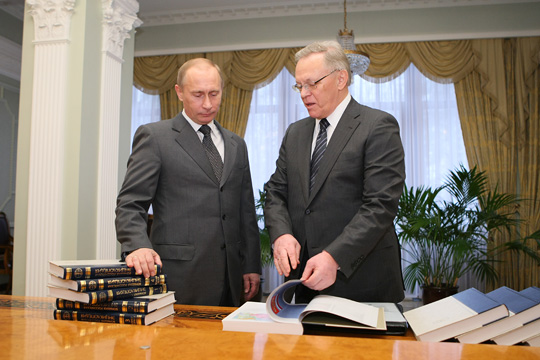
Академик Ю. С. Осипов представляет В. В. Путину вышедшие тома БРЭ

| Том | Заглавие                                                        | Год издания | ISBN                   | Кол-во страниц | Тираж в тыс. |
| --- | --------------------------------------------------------------- | ----------- | ---------------------- | -------------- | ------------ |
| —   | Россия                                                          | 2004        | ISBN 5-85270-326-5     | 1007           | 25           |
| 1   | А — Анкетирование                                               | 2005        | ISBN 5-85270-329-X     | 766            | 65           |
| 2   | Анкилоз — Банка                                                 | 2005        | ISBN 5-85270-330-3     | 766            | 65           |
| 3   | «Банкетная кампания» 1904 — Большой Иргиз                       | 2005        | ISBN 5-85270-331-1     | 766            | 65           |
| 4   | Большой Кавказ — Великий канал                                  | 2006        | ISBN 5-85270-333-8     | 766            | 65           |
| 5   | Великий князь — Восходящий узел орбиты                          | 2006        | ISBN 5-85270-334-6     | 783            | 65           |
| 6   | Восьмеричный путь — Германцы                                    | 2006        | ISBN 5-85270-335-4     | 767            | 65           |
| 7   | Гермафродит — Григорьев                                         | 2007        | ISBN 978-5-85270-337-8 | 767            | 65           |
| 8   | Григорьев — Динамика                                            | 2007        | ISBN 978-5-85270-338-5 | 767            | 65           |
| 9   | Динамика атмосферы — Железнодорожный узел                       | 2007        | ISBN 978-5-85270-339-2 | 767            | 65           |
| 10  | Железное дерево — Излучение                                     | 2008        | ISBN 978-5-85270-341-5 | 767            | 65           |
| 11  | Излучение плазмы — Исламский фронт спасения                     | 2008        | ISBN 978-5-85270-342-2 | 767            | 65           |
| 12  | Исландия — Канцеляризмы                                         | 2008        | ISBN 978-5-85270-343-9 | 767            | 65           |
| 13  | Канцелярия конфискации — Киргизы                                | 2009        | ISBN 978-5-85270-344-6 | 783            | 60           |
| 14  | Киреев — Конго                                                  | 2009        | ISBN 978-5-85270-345-3 | 751            | 60           |
| 15  | Конго — Крещение                                                | 2010        | ISBN 978-5-85270-346-0 | 767            | 60           |
| 16  | Крещение Господне — Ласточковые                                 | 2010        | ISBN 978-5-85270-347-7 | 751            | 60           |
| 17  | Лас-Тунас — Ломонос                                             | 2011        | ISBN 978-5-85270-350-7 | 782            | 60           |
| 18  | Ломоносов — Манизер                                             | 2011        | ISBN 978-5-85270-351-4 | 767            | 60           |
| 19  | Маниковский — Меотида                                           | 2012        | ISBN 978-5-85270-353-8 | 767            | 60           |
| 20  | Меотская археологическая культура — Монголо-татарское нашествие | 2012        | ISBN 978-5-85270-354-5 | 767            | 60           |
| 21  | Монголы — Наноматериалы                                         | 2013        | ISBN 978-5-85270-355-2 | 767            | 60           |
| 22  | Нанонаука — Николай Кавасила                                    | 2013        | ISBN 978-5-85270-358-3 | 767            | 26           |
| 23  | Николай Кузанский — Океан                                       | 2013        | ISBN 978-5-85270-360-6 | 767            | 26           |
| 24  | Океанариум — Оясио                                              | 2014        | ISBN 978-5-85270-361-3 | 767            | 26           |
| 25  | П — Пертурбационная функция                                     | 2014        | ISBN 978-5-85270-362-0 | 765            | 22           |
| 26  | Перу — Полуприцеп                                               | 2014        | ISBN 978-5-85270-363-7 | 767            | 22           |
| 27  | Полупроводники — Пустыня                                        | 2015        | ISBN 978-5-85270-364-4 | 767            | 22           |
| 28  | Пустырник — Румчерод                                            | 2015        | ISBN 978-5-85270-365-1 | 767            | 22           |
| 29  | Румыния — Сен-Жан-де-Люз                                        | 2015        | ISBN 978-5-85270-366-8 | 767            | 35           |
| 30  | Сен-Жерменский мир 1679 — Социальное обеспечение                | 2015        | ISBN 978-5-85270-367-5 | 767            | 35           |
| 31  | Социальное партнёрство — Телевидение                            | 2016        | ISBN 978-5-85270-368-2 | 767            | 35           |
| 32  | Телевизионная башня — Улан-Батор                                | 2016        | ISBN 978-5-85270-369-9 | 767            | 35           |
| 33  | Уланд — Хватцев                                                 | 2017        | ISBN 978-5-85270-370-5 | 799            | 35           |
| 34  | Хвойка — Шервинский                                             | 2017        | ISBN 978-5-85270-372-9 | 799            | 35           |
| 35  | Шервуд — Яя                                                     | 2017        | ISBN 978-5-85270-373-6 | 799            | 35           |

## Оценки
Отзывы о Большой российской энциклопедии в основном фокусируются на сравнении БРЭ с Википедией и проблеме устаревания информации в книжном издании (литературовед и публицист Н. Н. Подосокорский, журналисты С. Л. Доренко и О. В. Кашин), а также на некоторой политической ангажированности (главный редактор отдела новостей и социальных сетей «Радио Свобода» А. Бобраков-Тимошкин) данной энциклопедии.
Библеист, переводчик, публицист и писатель А. С. Десницкий указал, что «выбор и способ представления информации в БРЭ не всегда можно назвать нейтральным и объективным» и что она «всё же издание двадцатого, прошлого века» в то время, когда уже есть Википедия и другие электронные энциклопедии (Британника, Оксфордская энциклопедия ближневосточной археологии), отметил, что всё равно выход БРЭ это «действительно большое событие в жизни страны, над изданием работал прекрасный научный коллектив, в нём содержится множество проверенной и систематизированной информации, на него можно без малейших сомнений ссылаться в научной и любой другой работе».
Согласно социально-антропологическим исследованиям, учитывая, что БРЭ обнаруживает преемственность традиций предшествующих энциклопедий, от Брокгауза и Ефрона до БСЭ, в отношении отечественной мемориальной культуры она знаменует «постсоветскую ревизию памяти».
В декабре 2017 года в электронной версии БРЭ была обнаружена статья «Премия за прорыв в области медицины», которая оказалась почти полной копией аналогичной статьи Русской Википедии. Издательство признало плагиат, принесло извинения и сняло статью с сайта, но уточнило, что в печатной версии энциклопедии данная статья не публиковалась.
Энциклопедию подвергают критике за то, что это ненужный престижный проект в эпоху, когда все основные энциклопедии выходили в Интернете.
Шеф-редактор «Литературной газеты» Игорь Панин подверг БРЭ жесточайшей критике, обвинив её в разбазаривании выделенных из бюджета РФ двух миллиардов рублей, в низких темпах написания статей, в отсутствии статей по актуальным политическим событиям и маленьком размере статей на важные для русской поэзии темы.
Критики жалуются, что многие биографии, исторические записи и статьи о культуре являются узкими и предвзятыми: по словам писателя и литературного критика Николая Подосокорского, некоторые статьи «довольно поверхностны», а «списки литературы в конце часто были чрезвычайно предвзятыми». Признавая, что некоторые статьи в энциклопедии были «превосходными», Подосокорский всё же заявил, что он придерживается в целом негативного взгляда на проект.
В 2007 году публицист и критик Георгий Трубников назвал опубликованную версию его статьи об Андрее Вознесенском «чужой статьёй под моей фамилией» и отказался от дальнейшего сотрудничества с изданием.
В 2022 году физик и правозащитник Борис Альтшулер по заказу БРЭ написал для цифровой версии энциклопедии статью об Андрее Сахарове. Статья была отклонена по причине того, что в ней слишком много внимания было уделено «спорной правозащитной деятельности Сахарова». После этого Альтшулер отказался сотрудничать с БРЭ.